# Santo Antônio do Paranapanema
Santo Antônio do Paranapanema é um distrito do município brasileiro de Cândido Mota, no interior do estado de São Paulo.

## História

### Formação administrativa
- Pedido para criação do distrito através de processo que deu entrada na Assembléia Legislativa do Estado de São Paulo no ano de 1979, mas como não atendia os requisitos necessários exigidos por lei para tal finalidade o processo foi arquivado[3].
- Distrito criado pela Lei n° 3.198 de 23/12/1981, com sede no bairro denominado Patrimônio de Santo Antônio do Paranapanema e com território desmembrado do distrito de Cândido Mota[4][5].

## Geografia

### Demografia

#### População urbana
| Crescimento população urbana | Crescimento população urbana | Crescimento população urbana | Crescimento população urbana |
| Censo                        | Pop.                         |                              | %±                           |
| ---------------------------- | ---------------------------- | ---------------------------- | ---------------------------- |
| 1991                         | 325                          |                              | —                            |
| 2000                         | 269                          |                              | −17,2%                       |
| 2010                         | 284                          |                              | 5,6%                         |
| Fonte: IBGE e Fundação SEADE |                              |                              |                              |

#### População total
Pelo Censo 2010 (IBGE) a população total do distrito era de 502 habitantes.

### Área territorial
A área territorial do distrito é de 98,168 km².

### Rodovias
O principal acesso ao distrito é a estrada vicinal que liga Santo Antônio do Paranapanema à Rodovia Fortunato Petrini (SP-266).

### Balsa
Serviço de Balsa (Porto Almeida) ligando Cândido Mota com Itambaracá, no estado do Paraná.

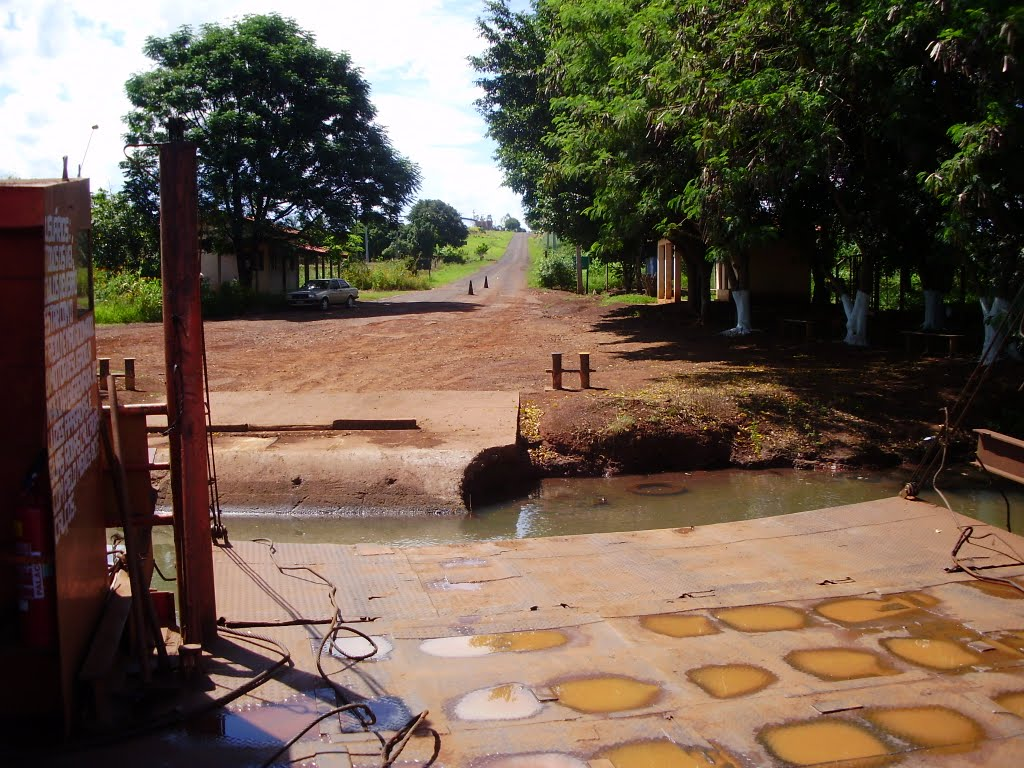
Balsa no Rio Paranapanema.

### Hidrografia
Localiza-se às margens do Rio Paranapanema, no reservatório da Usina Hidrelétrica de Canoas I.

## Serviços públicos

### Registro civil
Feito na sede do município, pois o distrito não possui Cartório de Registro Civil das Pessoas Naturais.

### Saneamento
O serviço de abastecimento de água é feito pelo Serviço Autônomo de Água e Esgoto (SAAE).

### Energia
A responsável pelo abastecimento de energia elétrica é a Energisa Sul-Sudeste, antiga Vale Paranapanema (distribuidora do grupo Rede Energia).

## Religião
O Cristianismo se faz presente no distrito da seguinte forma:

### Igreja Católica
- A igreja faz parte da Diocese de Assis[15].

### Igrejas Evangélicas
- Congregação Cristã no Brasil[16].